# 식분

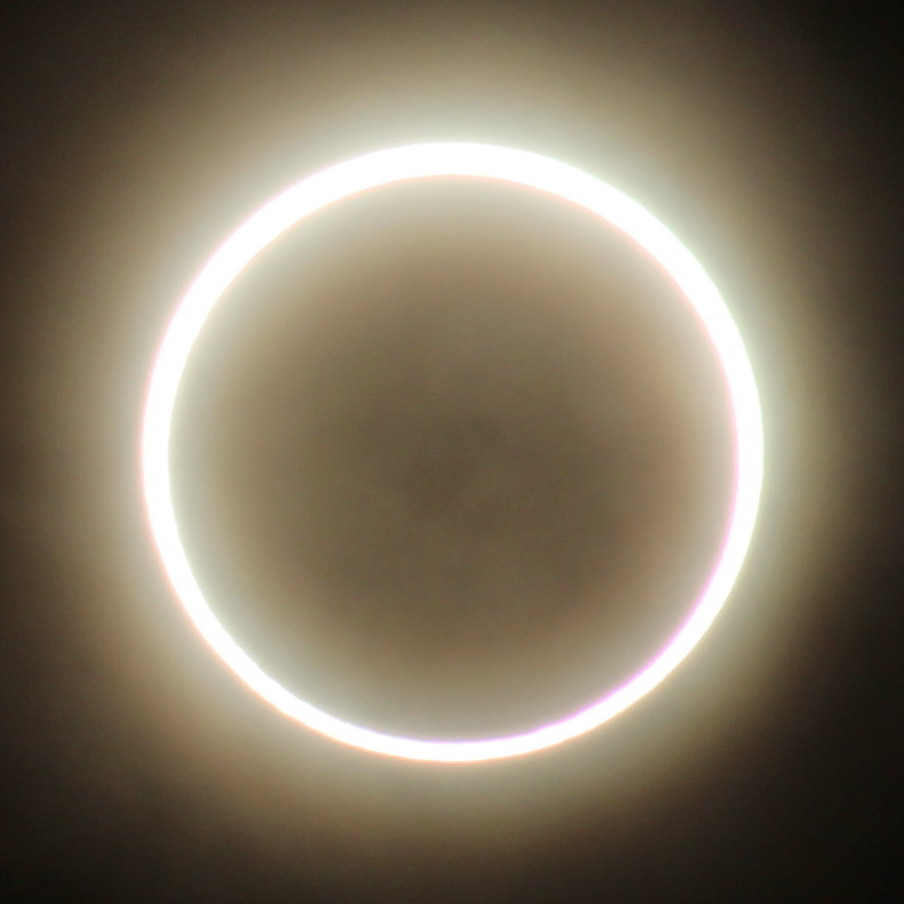

식분(magnitude of eclipse)은 식으로 가려지는 천체의 시직경의 일부이다. 모든 천체의 식에 적용된다. 부분식이나 고리 모양의 일식 등급은 0.0에서 1.0 사이이며, 총 일식의 등급은 무조건 1.0 이상이다.

## 같이 보기
- 일식
- 월식